# جيمس سكوت
جيمس سكوت (بالإنجليزية: James Scott)‏ (11 نوفمبر 1905 في المملكة المتحدة - ) هو لاعب كرة قدم بريطاني في مركز الدفاع. لعب مع نادي كوينز بارك.